# Puig de la Cogulla (el Montmell)
El Puig de la Cogulla és una muntanya de 498 metres que es troba al municipi del Montmell, a la comarca del Baix Penedès.